# PREMIUM V.I.P. PARTY 2017.7.2 NAGOYA NIPPON GAISHI HALL
『PREMIUM V.I.P. PARTY 2017.7.2 NAGOYA NIPPON GAISHI HALL』（プレミアムビップパーティ 2017.7.2 ナゴヤ ニッポン ガイシ ホール）は、［ALEXANDROS］の通算6作目のライブ映像作品。Blu-rayとDVDの2種類の規格で、2018年8月16日にユニバーサルミュージックから発売された。

## 解説
- 映像作品としては、前作『CLIPS』から約8か月ぶりのリリースとなる。
- 発売日同日に開催されたV.I.P. Party 2018でグッズ販売され、現在はUKFC ONLINE STOREのみで販売されている。
- 2017年7月2日に日本ガイシホールで開催されたPremium V.I.P. Party 2017の模様と、メンバーによる副音声が収録されている。
- 当日に"謎曲"として披露されたLAST MINUTEとAccelerator(Primal Screamのカバー)は収録されていない。

## 収録曲
1. Adventure
2. ワタリドリ
3. You Drive Me Crazy Girl But I Don't Like You
4. She's Very
5. El Camino
6. Rise
7. Stimulator
8. Leaving Grapefluits
9. サテライト
10. Aoyama
11. 美術館
12. Grand Daddy 〜 Dance With the Alien 〜 Onion Killing Party 〜 Paint Your Socks Into Pink
13. Kill Me If You Can
14. Girl A
15. Kaiju
16. Kick & Spin
17. You're So Sweet & I Love You
18. Starrrrrrr
19. ムーンソング
20. Untitled
21. city